# 2017년 주자이거우 지진
2017년 8월 8일 오후 9시19분 중국 쓰촨성 주자이거우 현 일대에서 규모 6.5의 강진이 발생하였다. 이로 인해 사망자 24명, 부상자 493명, 주택 파손 13만채 등의 심각한 피해가 발생하였다.

## 지진 활동
세계유산으로 알려진 주자이거우 부근을 진앙으로 얕은 지진으로, 서북에서 남동 주향의 왼쪽 사이드 슬립 단층으로 활동한 지진으로 추정된다. 본진의 지진동은 진앙인 쓰촨성 외, 간쑤성, 칭하이성, 닝샤 성, 산시성 등 넓은 범위로 관측되었다.

## 피해·영향

### 인적·가옥 피해
진원지(간하이즈 부근)의 동북 직선 약 13km 떨어진 주자이거우 현 장자 진에서 커다란 피해가 확인되었으며, 8월 9일 13시 10분 (CST) 기준으로 19명의 사망과 247명의 부상이 확인되었다. 지진 발생 직후부터 건물의 손괴와 낙석 등의 피해가 잇따라 확인되었다.
지진 발생 당일인 8월 8일에는 주자이거우에 38,799명의 관광객이 와 있었다.

### 기초 인프라·교통 기관
지진 발생 직후에 주자이거우 현 전역이 정전되었다.
진앙에서 남남서쪽으로 40km 떨어진 쓰촨주자이황롱공항은 8월 8일의 항공기 3편을 휴항시켰다.

### 세계유산·문화재 피해
구채구의 호수 중 하나인 「화화하이(火花海)」가 무너지고, 호수가 말라붙어 바닥이 드러났다. 또, 「눠르랑 폭포(諾日朗瀑布)」도 주변의 산사태에 따라, 물이 없어졌다.

## 중국 국내의 반응
쓰촨 성 인민정부정보국은 지진 발생을 받고 21시 26분(CST)에 지진대책본부를 설치했다.. 중국지진국은 22시 15분에 초동대책부대로 작업팀을 현지에 파견해, I급 긴급대응을 개시했고, 8월 9일 00시 24분에 II급 긴급대응을 개시했다.
주자이거우 당국은 8월 9일부터 주자이거우에 관광객을 받아들이지 않도록 했다.

## 같이 보기
- 쓰촨대지진
- 지진 목록